# Paul Louis Émile Loiseau-Rousseau

Signaturen Loiseau-Rousseaus
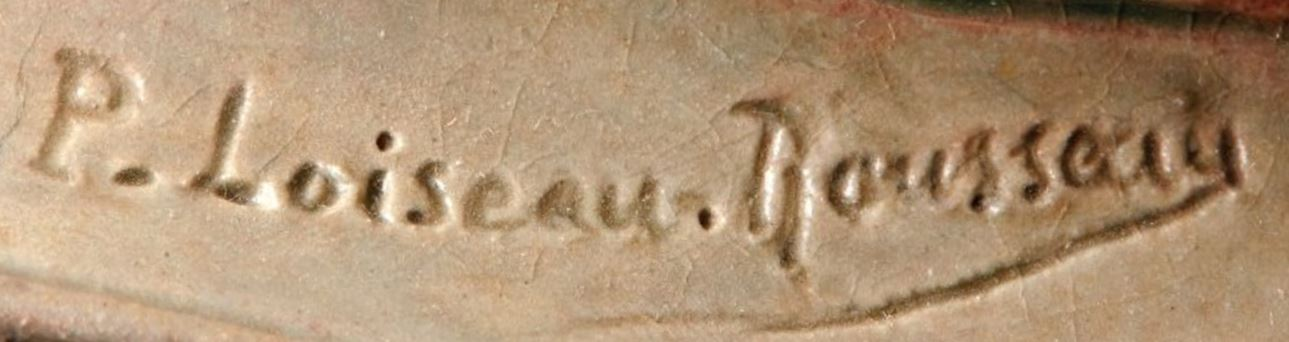
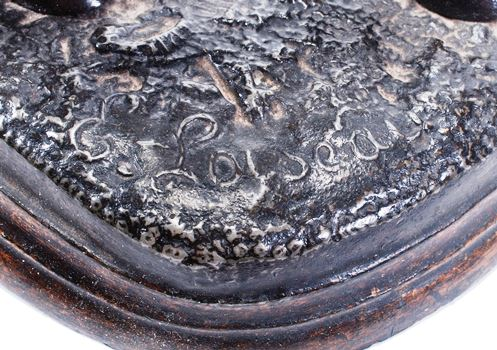

Paul Louis Émile Loiseau-Rousseau (* 20. April 1861 in Paris, Frankreich; † 1927 ebenda) war ein französischer Bildhauer.

## Leben

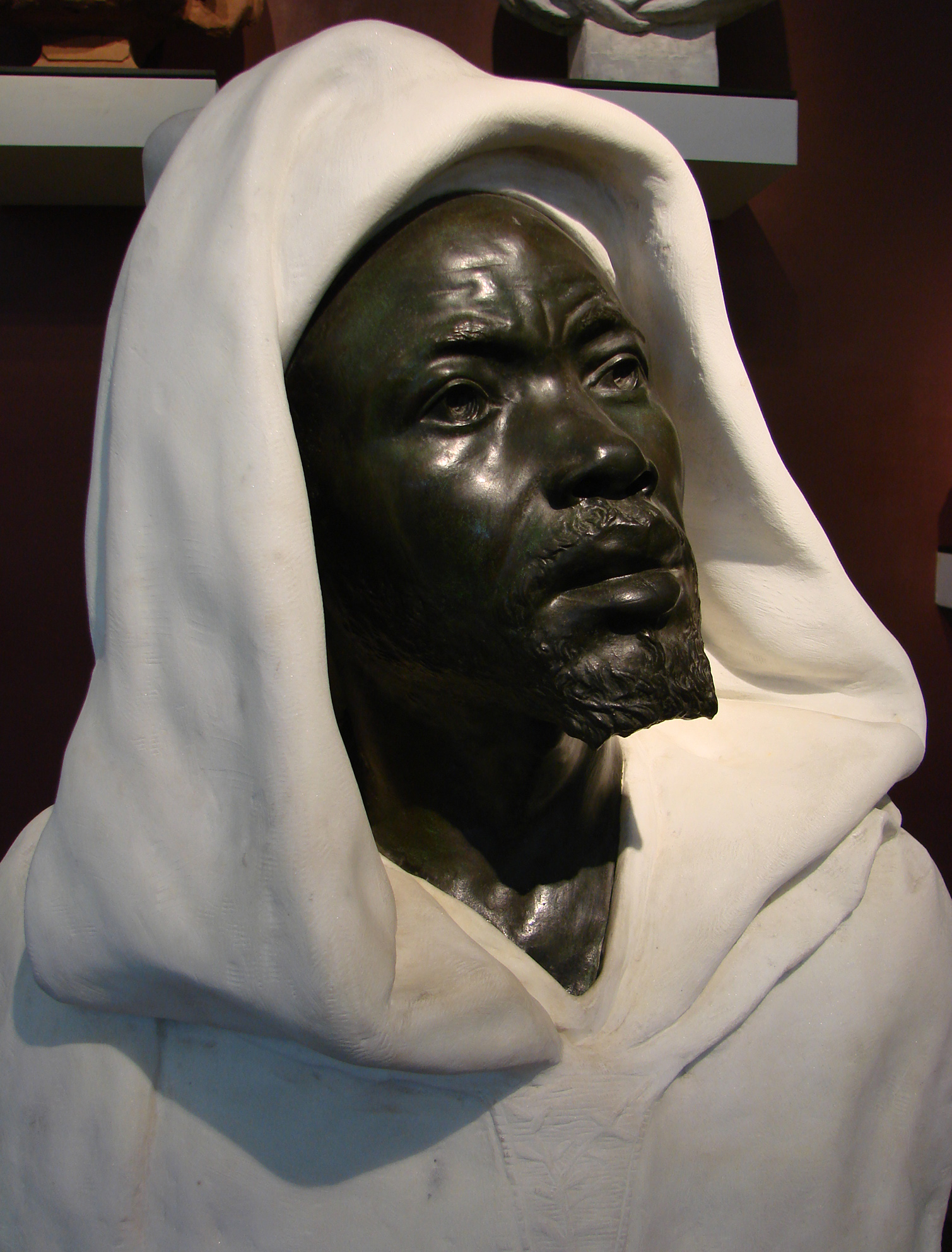
Buste de Salem, Musée de Picardie in Amiens, Frankreich.
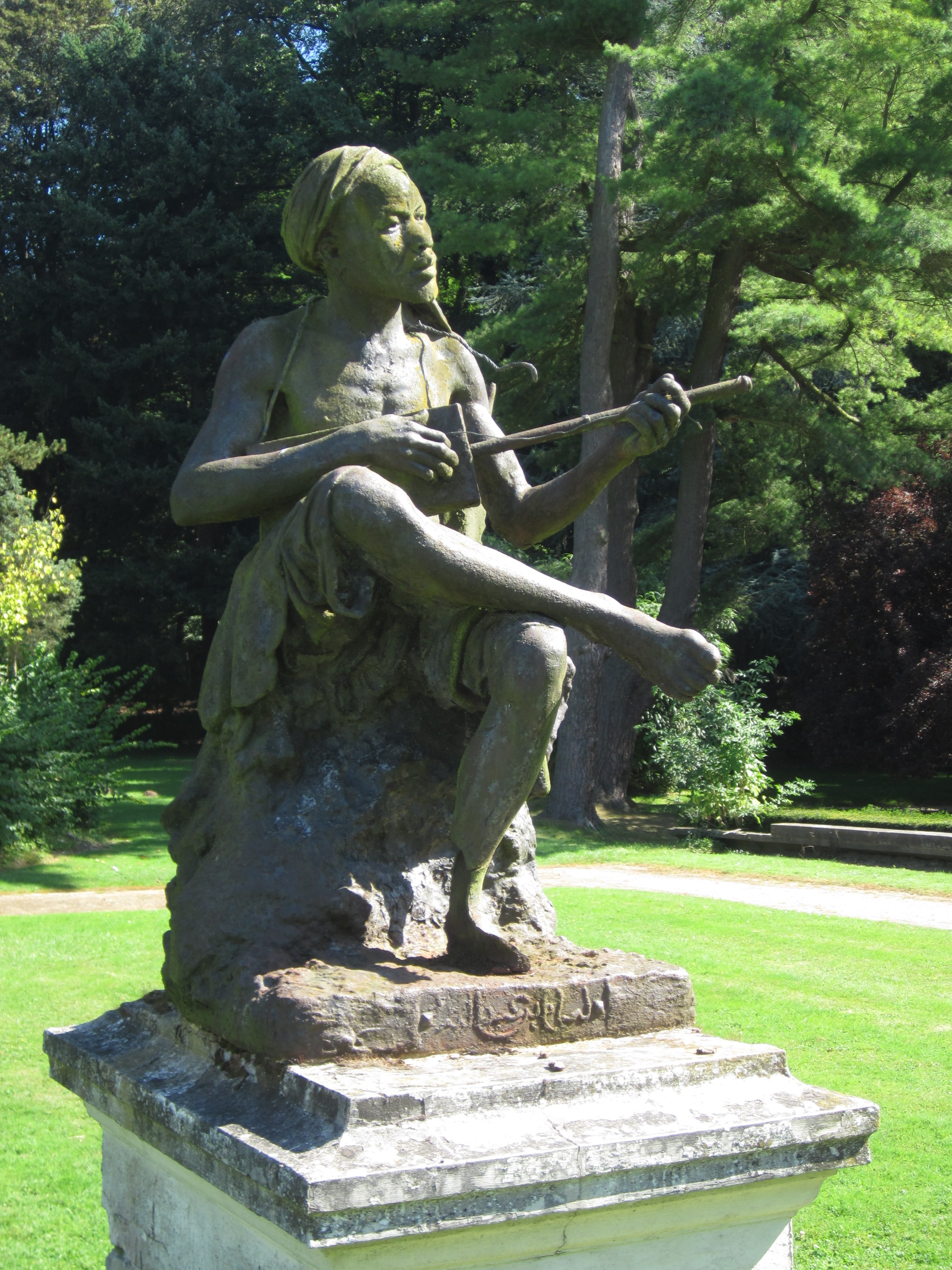
Statue Salem in Tervuren, Belgien.
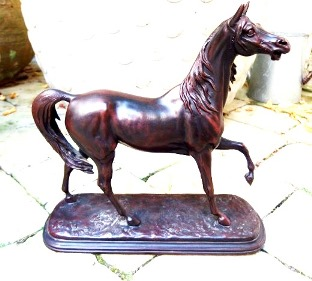
Bronzepferd.

Loiseau-Rousseau war Schüler des Bildhauers Théophile Barrau. Um die Jahrhundertwende stellte er auf den Salons der Société nationale des beaux-arts aus, wo er 1892 eine Medaille dritter Klasse und drei Jahre später eine Medaille zweiter Klasse gewann. Er wurde auf der Weltausstellung Paris 1900 mit der Goldmedaille ausgezeichnet und 1901 als Ritter in die Ehrenlegion aufgenommen. Seine Büsten, Tierfiguren und Statuetten, oft auch mit afrikanischen Themen, werden dem Jugendstil zugeordnet.
Einige seiner Arbeiten wurden von dem Bildgießer François Rudier und dem Éditeur d’art (Kunstverleger) und Bildgießer Arthur Goldscheider handwerklich umgesetzt.

## Werke (Auswahl)
- Un maure jouant au dame, mit Emile Muller
- Buste de Salem
- Tête de jeune algérienne
- Buste d’expression, 1902
- Le combat de l’echassier et de sa proie
- Le Picador
- Femme fleur
- Tête d’Ouled Naïl, 1906
- Jument et son poulain
- Arlequin ou Clown
- Esclave
- A vide poche, 1900